# Sextant

Marină-Sextant

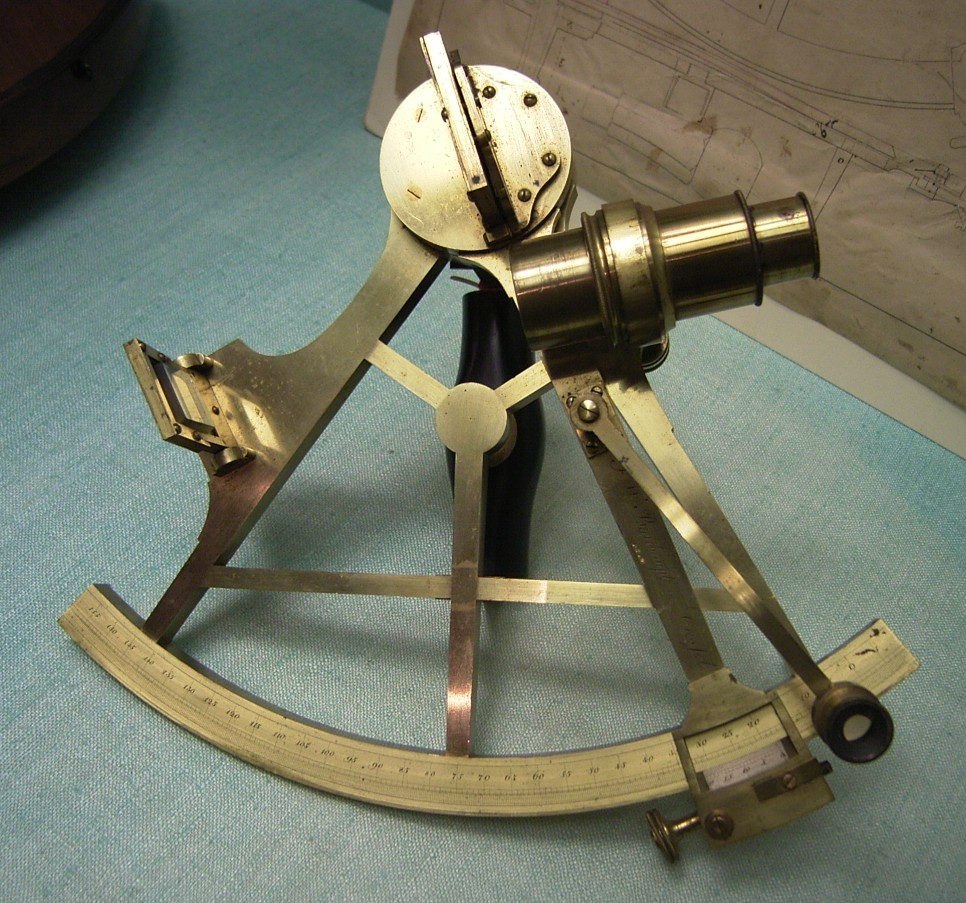
Sextant cu oglindă 1810

Sextantul (Sextantul cu oglindă sau Sixtantul) este un instrument optic de măsurare a unghiului dintre diferite obiecte îndepărtate. De exemplu: unghiul dintre orizont și diferite corpuri cerești. Instrumentul este folosit în mod deosebit la măsurarea înălțimii față de linia orizontului, a diferitelor stele fixe. Aceste măsurători fiind utile pentru orientare la navigația pe mare. Mai demult a slujit în astronomie, la măsurători de teren, în navigație și în expediții.
Numele de sextant provine de la scala unghiulară de 60° (fiind 1/6 din lungimea cercului) fiind posibil de a măsura cu sextantul până la 120°.
Instrumentul mai vechi de măsură era numit octant având o scală de 45° gradată care reprezintă 1/8 din lungimea unui cerc, unghiul maximat măsurat fiind de 90°, iar quadrantul este un instrument de măsură a unghiului efectuat de cârma vasului.

## Părțile componente
Sextantul în principiu constă dintr-o oglindă (oglindă de index) care stă fix și paralel cu axa de rotație a indicatorului (Alhidade), acest indicator este prevăzut cu un vizor prin care se poate citi exact unghiul măsurat, mai este montată și o oglindă orizontală prin care se poate citi poziția 0 paralel cu citirea unghiului prin vizor. Acesta poate fi translucid sau are partea din spate prevăzut cu oglindă (semi oglindă).
Astfel apar în același timp două imagini una citită direct iar a doua din oglindă.
Sextantul mai este prevăzut cu o lunetă, sau un tub simplu fără lentile, prin care se vizează orizontul.
Mai există un sistem de filtre pentru a reduce lumina puternică în cazul vizării soarelui, mai demult n-au existat aceste fitre, din care cauză căpitanii orbeau și purtau o legătură pe un ochi.
Sextantele moderne au și o nivelă cu apă, iar arătătorul (indicatorul) poate fi mișcat cu ajutorul unui șurub.

## Funcțiune
Se pornește de la poziția 0 a indicatorului, iar oglinda index și oglinda orizontală sunt paralele. Se vizează orizontul prin vizor astfel avem poziția orizontului (orizontala) și prin oglinda index vedem poziția astrului a cărui înălțime dorim s-o măsurăm față de orizont.
Prin această metodă se măsoară latitudinea geografică a locului respectiv.